# Алиментарно-токсическая алейкия
Алиментарно-токсическая алейкия («септическая ангина») — пищевой микотоксикоз, возникающий при употреблении пищи, приготовленной из перезимовавших в поле сельскохозяйственных злаковых культур, заражённых грибками Fusarium sporotrichioides и Fusarium poae. Проявляется стоматитом, агранулоцитозом, позже — некротической ангиной, геморрагическим синдромом, сепсисом, тошнотой, рвотой, диареей, лейкопенией (алейкией), кровоизлияниями, воспалением кожи, а иногда и смертью. Алиментарно-токсическая алейкия почти всегда вызвана токсином Т-2.

## История
Весной 1933 года на Урале вспыхнула эпидемия неизвестной болезни, отличавшейся огромной смертностью — приводила к гибели более чем половины заразившихся. Болезнь, напоминала по своим первым проявлениям ангину, в горле появлялись язвы, начинался некроз тканей, сильное кровотечение изо рта и из носа и в течение 4-5 дней большинство заболевших умирало. В различных районах эпидемии смертность от заболевания оценивалась в диапазоне от 65 до 80 %.
Эпидемия охватила более 80 населённых пунктов на территории нынешних Челябинской, Свердловской и Тюменской областей.
К концу июня 1933 года было зафиксировано уже более 1300 случаев болезни, более 700 заболевших скончались.
Среди местных жителей началась паника, к карантинным мероприятиям были привлечены войска ОГПУ — был установлен строгий карантин с полным запретом на въезд и выезд из населённых пунктов.
Из Москвы выехал эпидемиолог профессор Лев Громашевский. После осмотра заболевших Громашевский и специалист по чуме Владимир Сукнев пришли к выводу, что у заболевших цинга, и, что эпидемия не связана с инфекционным заболеванием, а вызвана очень плохим продовольственным снабжением региона, поскольку в этот период в СССР действовал голод и, следовательно, карантин было рекомендовано прекратить.
Руководство ОГПУ осталось недовольно выводами и в Свердловск прибыл народный комиссар здравоохранения Михаил Владимирский. В попытке выявить причины первоначально у больных подозревали лёгочную чуму, затем дифтерию.
В июне болезнь получила первое официальное название — септическая ангина. А в конце июня был выявлен возбудитель заболевания — проанализировав рацион заболевших и здоровых уральцев, исследователи обнаружили, что все пострадавшие ели один и тот же продукт — изделия из муки, изготовленной из прошлогоднего зерна. Далее группа эпидемиологов провела исследования на мышах. Всем им делались инъекции с выжимкой прошлогодних злаков. Большинство подопытных животных от этих инъекций скончались. Медики однозначно пришли к выводу, что причиной стало прошлогоднее испорченное зерно. После предпринятых мер по запрету использования прошлогоднего зерна и достаточного продовольственного снабжения распространение заболевания прекратилось.
В 1942 году вспышка снова возникла в Оренбургской области. В Чкалове была развёрнута специальная лаборатория для всестороннего изучения болезни. После окончания Великой Отечественной войны была выявлена причина заболевания. Больные употребляли злаки, заражённые грибком Fusarium sporotrichioides, обладающим выраженными психрофильными свойствами, и Fusarium poae. Попадая в организм вместе с испорченными злаками, эти грибки действовали как сильнейший яд. Они разрушали кроветворную систему и костный мозг. Затем, на финальной стадии, добавлялись некроз тканей и кровотечения. Заболевание получило новое официальное название — алиментарно-токсическая алейкия. С 1940-х годов в СССР больше не фиксировалось серьёзных эпидемий алиментарно-токсической алейкии.

## Симптомы
Дебют заболевания после приёма продуктов, содержащих токсин, происходит максимум через 6 недель. У больного возникает тошнота, жидкий водянистый стул, рвота, упадок сил и ухудшение работоспособности. Начальная стадия заболевания длится до трёх дней, после чего наблюдается развитие лейкопении. В этот период нарастают симптомы общей слабости, сонливости и интоксикации.
При дальнейшем прогрессировании недуга у больного может отмечаться возникновение ангинозно-геморрагической стадии. Отмечается повышение температуры тела, развитие озноба, точечных кровоизлияний, десневых либо носовых кровотечений. Помимо этого, на данном этапе могут появляться боль при глотании, возникновение неприятного запаха изо рта и грязно-серого налёта на миндалинах, языке, гортани и глотке. Если в этот период больной не получит корректного лечения, то у него может наблюдаться формирование абсцессов кожи, подкожной клетчатки и внутренних органов.

## Лечение
Лечение начинается с удаления из рациона продуктов питания, которые заражены грибковыми, промывания желудка и постановки сифонной клизмы или употребления слабительных средств. Таким больным рекомендуют отказаться на время лечения от приёма алкоголя, копчёностей, а также жирной, жареной и пряной пищи. Потребуется также следить за питьевым режимом, что поможет исключить возникновение обезвоживания. После каждого приёма пищи рекомендуется проводить полоскание полости рта антисептическими растворами. Больным назначают дезинтоксикационную терапию и приём антибиотиков широкого спектра действия.